# Fabrizio (motorfiets)
Fabrizio was een Italiaans motorfietsmerk dat in 1975 op de markt kwam met slechts één model, een 125 cc crossmotor.
Daarna is er van het merk niets meer vernomen.